# ボボジャン・ガフーロフ
ボボジャン・ガフーロヴィチ・ガフーロフ（英語: Bobojon Ghafurovich Ghafurov、タジク語: Бобоҷон Ғафуров、ペルシア語: باباجان غفورف、ロシア語: Бободжан Гафурович Гафуров、1908年12月18日 - 1977年） は、タジキスタンの歴史家、研究者である。ガフーロフはロシア語とタジク語で「タジキスタンの歴史」や「タジク人」といった複数の書籍を出版している。

## 経歴
1908年、ホジェンド付近にある村で生まれた。1928年から1929年にかけてサマルカンドに留学し、サドリディン・アイニーとガフル・グリャムの(Gʻafur Gʻulom)に師事した。その後モスクワに移って、1935年にソ連邦ジャーナリズム研究所(Всесоюзный институт журналистики)を卒業した。1941年にモスクワの歴史研究所に所属し、1949年に学位論文『イスマーイール派の歴史』を提出してソビエト連邦科学アカデミーから博士号を取得した。
政治家としては、1941年から1944年までタジキスタン共産党でプロパガンダ担当、1944年から1946年まで第二書記、1946年8月から1956年5月24日まで第一書記を務めた。1956年から亡くなるまで、ガフーロフはソビエト連邦科学アカデミー東洋学研究所の主任、及びアジア・アフリカジャーナルの編集者を務めた。

## 顕彰
- タジキスタンのソグド州にあるガフーロフ（英語版）という街とガフーロフ地区（英語版）という地区の名前は彼の功績を讃えて名付けられたものである。
- 生誕90周年を祝って50ソモニ札が発行された。

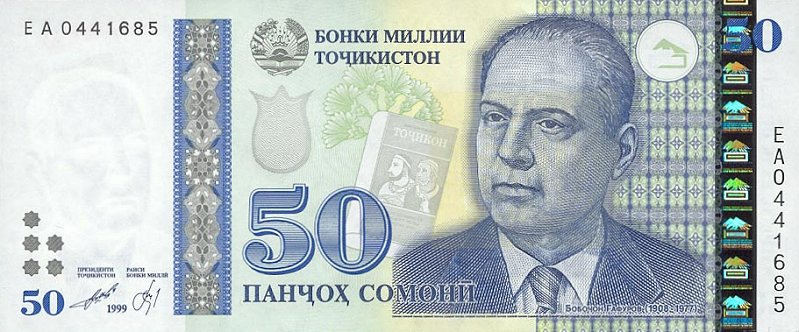
ガフーロフ生誕90周年を祝って発行された50ソモニ札